# Girey (ort i Azerbajdzjan)
Girey är en ort i Azerbajdzjan.   Den ligger i distriktet Quba Rayonu, i den nordöstra delen av landet, 170 km nordväst om huvudstaden Baku. Girey ligger 1 069 meter över havet och antalet invånare är 128.
Terrängen runt Girey är lite bergig. Närmaste större samhälle är Quba, 15,5 km öster om Girey. 
I omgivningarna runt Girey växer i huvudsak lövfällande lövskog. Runt Girey är det ganska glesbefolkat, med 48 invånare per kvadratkilometer.